# PeaceJam
PeaceJam est une organisation à but non lucratif fondée afin de « créer de jeunes leaders engagés dans une dynamique de changement en eux-mêmes, dans leurs communautés et le monde, à travers l'inspiration de Prix Nobel de la paix qui transmettent leur sagesse et leurs compétences ». 
Le programme PeaceJam a été lancé en février 1996 par les cofondateurs Dawn Engle (en) et Ivan Suvanjieff pour apporter aux lauréats du prix Nobel de la paix un moyen  programmatique pour un travail d’équipe pour enseigner l'art de la paix et des droits de l'homme aux jeunes.  
À cette date, 12 lauréats du prix Nobel de la paix, y compris le 14e Dalaï Lama, l'Archevêque Desmond Tutu, Rigoberta Menchú Tum, le Président Oscar Arias, Adolfo Pérez Esquivel, Mairead Corrigan Maguire, Betty Williams, José Ramos-Horta, Aung San Suu Kyi, Sir Joseph Rotblat (Émérite), Jody Williams et Shirin Ebadi sont membres de la fondation PeaceJam.
Le 15 septembre 2006, 10 des lauréats du prix Nobel de la paix ont lancé l'Appel Global de la Fondation de PeaceJam pour appeler à l'action avec la jeunesse du monde pour célébrer le 10e anniversaire de PeaceJam. 
En octobre 2009, des lauréats du prix Nobel de la paix membres de la fondation PeaceJam signent une déclaration remise au Dalaï Lama en Inde, exhortant le gouvernement chinois à prendre des mesures immédiates et constructives pour résoudre le statut du Tibet et mettre fin à une politique oppressive, qui, disent-ils, continue à marginaliser et appauvrir les Tibétains sur leur propre terre.